# Scottish Premier League (2005/2006)
Scottish Premier League (2005/06) – był to 109. sezon szkockiej pierwszej klasy rozgrywkowej w piłce nożnej. Sezon rozpoczął się 29 lipca 2005, a zakończył się 7 maja 2006. 
Tytułu mistrzowskiego nie obroniło Rangers. Nowym mistrzem Szkocji został Celtic, dla którego był to 40. tytuł mistrzowski w historii klubu. Tytuł króla strzelców zdobył Kris Boyd, który strzelił 32 bramki.

## Zasady rozgrywek
W rozgrywkach Scottish Premier League brało udział 12 zespołów, które grały ze sobą łącznie po 3 spotkania (kolejki 1–33). 
Zgodnie z zasadami obowiązującymi w lidze szkockiej, po rozegraniu 33. kolejek liga została podzielona na dwie części - spadkową i mistrzowską. Każda z drużyn w danej grupie zagrała mecze z pozostałą piątką zespołów ze swojej części tabeli. 

## Drużyny
| Uczestnicy poprzedniej edycji                                                                                 | Uczestnicy poprzedniej edycji | Uczestnicy poprzedniej edycji | Uczestnicy poprzedniej edycji |
| --- | ----------------------------- | ----------------------------- | ----------------------------- |
| RAN | Rangers                       | 1                             |                               |
| CEL | Celtic                        | 2                             |                               |
| HIB | Hibernian                     | 3                             |                               |
| ABR | Aberdeen                      | 4                             |                               |
| HRT | Heart of Midlothian           | 5                             |                               |
| MTH | Motherwell                    | 6                             |                               |
| KIL | Kilmarnock                    | 7                             |                               |
| ICT | Inverness Caledonian Thistle  | 8                             |                               |
| DNU | Dundee United                 | 9                             |                               |
| LIV | Livingston                    | 10                            |                               |
| DNF | Dunfermline Athletic          | 11                            |                               |
| Awans z Scottish First Division 2004/2005                                                                     |                               |                               |                               |
| FLK | Falkirk                       | 1                             |                               |
| Oznaczenia: - kolumna pierwsza – skróty nazw drużyn, - kolumna trzecia – miejsce zajęte w poprzednim sezonie. |                               |                               |                               |

## Stadiony
| Miasto      | Stadion             | Klub                         | Pojemność |
| ----------- | ------------------- | ---------------------------- | --------- |
| Aberdeen    | Pittodrie Stadium   | Aberdeen                     | 20 866    |
| Dundee      | Tannadice Park      | Dundee United                | 14 223    |
| Dunfermline | East End Park       | Dunfermline Athletic         | 12 509    |
| Edynburg    | Tynecastle Stadium  | Heart of Midlothian          | 17 420    |
| Edynburg    | Easter Road Stadium | Hibernian                    | 16 531    |
| Falkirk     | Falkirk Stadium     | Falkirk                      | 7 937     |
| Glasgow     | Celtic Park         | Celtic                       | 60 411    |
| Glasgow     | Ibrox Stadium       | Rangers                      | 50 817    |
| Inverness   | Caledonian Stadium  | Inverness Caledonian Thistle | 7 500     |
| Kilmarnock  | Rugby Park          | Kilmarnock                   | 17 889    |
| Livingston  | Almondvale Stadium  | Livingston                   | 10 016    |
| Motherwell  | Fir Park            | Motherwell                   | 13 677    |

## Tabela końcowa
| Lp. | Drużyna                      | M  | Z  | R  | P  | Bramki | Bramki | Różn. | Pkt | Uwagi                                        |
| --- | ---------------------------- | -- | -- | -- | -- | ------ | ------ | ----- | --- | -------------------------------------------- |
| 1   | Celtic (M)                   | 38 | 28 | 7  | 3  | 93     | 37     | +56   | 91  | Liga Mistrzów UEFA • Faza grupowa            |
| 2   | Heart of Midlothian (P)      | 38 | 22 | 8  | 8  | 71     | 31     | +40   | 74  | Liga Mistrzów UEFA • II runda kwalifikacyjna |
| 3   | Rangers                      | 38 | 21 | 10 | 7  | 67     | 37     | +30   | 73  | Puchar UEFA • 1R                             |
| 4   | Hibernian                    | 38 | 17 | 5  | 16 | 61     | 56     | +5    | 56  | Puchar Intertoto • 2R                        |
| 5   | Kilmarnock                   | 38 | 15 | 10 | 13 | 63     | 64     | −1    | 55  |                                              |
| 6   | Aberdeen                     | 38 | 13 | 15 | 10 | 46     | 40     | +6    | 54  |                                              |
|     |                              |    |    |    |    |        |        |       |     |                                              |
| 7   | Inverness Caledonian Thistle | 38 | 15 | 13 | 10 | 51     | 38     | +13   | 58  |                                              |
| 8   | Motherwell                   | 38 | 13 | 10 | 15 | 55     | 61     | −6    | 49  |                                              |
| 9   | Dundee United                | 38 | 7  | 12 | 19 | 41     | 66     | −25   | 33  |                                              |
| 10  | Falkirk                      | 38 | 8  | 9  | 21 | 35     | 64     | −29   | 33  |                                              |
| 11  | Dunfermline Athletic         | 38 | 8  | 9  | 21 | 33     | 68     | −35   | 33  |                                              |
| 12  | Livingston (S)               | 38 | 4  | 6  | 28 | 25     | 79     | −54   | 18  | Spadek do First Division                     |

## Wyniki spotkań

### Mecze 1-22
| Gospodarz \ Gość             | ABR | CEL | DNU | DNF | FLK | HRT | HIB | ICT | KIL | LIV | MTH | RAN |
| Aberdeen                     |     | 1:3 | 2:0 | 0:0 | 3:0 | 1:1 | 0:1 | 0:0 | 1:2 | 0:0 | 2:2 | 3:2 |
| Celtic                       | 2:0 |     | 2:0 | 0:1 | 3:1 | 1:1 | 3:2 | 2:1 | 4:2 | 2:1 | 5:0 | 3:0 |
| Dundee United                | 1:1 | 2:4 |     | 2:1 | 2:1 | 0:3 | 1:0 | 1:1 | 0:0 | 2:0 | 1:1 | 0:0 |
| Dunfermline Athletic         | 0:2 | 0:4 | 2:1 |     | 0:1 | 1:4 | 1:2 | 0:1 | 0:1 | 0:1 | 0:3 | 3:3 |
| Falkirk                      | 1:2 | 0:3 | 1:3 | 1:2 |     | 2:2 | 0:2 | 0:2 | 1:2 | 1:1 | 0:1 | 1:1 |
| Heart of Midlothian          | 2:0 | 2:3 | 3:0 | 2:0 | 5:0 |     | 4:0 | 0:0 | 1:0 | 2:1 | 2:1 | 1:0 |
| Hibernian                    | 1:2 | 0:1 | 2:1 | 1:1 | 2:3 | 2:0 |     | 1:2 | 4:2 | 3:0 | 2:1 | 2:1 |
| Inverness Caledonian Thistle | 1:1 | 1:1 | 1:1 | 2:1 | 0:3 | 0:1 | 2:0 |     | 2:2 | 3:0 | 1:2 | 0:1 |
| Kilmarnock                   | 4:2 | 0:1 | 2:1 | 3:2 | 1:1 | 2:4 | 2:2 | 2:2 |     | 3:0 | 4:1 | 2:3 |
| Livingston                   | 0:0 | 0:5 | 1:0 | 1:1 | 0:2 | 1:4 | 1:2 | 1:1 | 0:3 |     | 1:2 | 2:2 |
| Motherwell                   | 3:1 | 4:4 | 4:5 | 1:0 | 5:0 | 1:1 | 1:3 | 0:2 | 2:2 | 1:0 |     | 0:1 |
| Rangers                      | 0:0 | 3:1 | 3:0 | 5:1 | 2:2 | 1:0 | 0:3 | 1:1 | 3:0 | 3:0 | 2:0 |     |

Źródło: SPFL.co.uk
Objaśnienia:
1Drużyna gospodarzy jest wymieniona po lewej stronie tabeli.
Kolory: zielony – zwycięstwo gospodarzy, żółty – remis, różowy – zwycięstwo gości.

### Mecze 23-33
| Gospodarz \ Gość             | ABR | CEL | DNU | DNF | FLK | HRT | HIB | ICT | KIL | LIV | MTH | RAN |
| Aberdeen                     |     |     |     |     | 1:0 |     | 1:0 |     | 2:2 | 3:0 | 2:2 | 2:0 |
| Celtic                       | 3:0 |     | 3:3 |     | 2:1 | 1:0 |     | 2:1 |     |     |     |     |
| Dundee United                | 1:1 |     |     |     |     | 1:1 |     | 2:4 | 2:2 | 3:1 |     | 1:4 |
| Dunfermline Athletic         | 1:0 | 1:8 | 1:1 |     | 1:1 |     |     | 2:2 |     |     | 1:1 |     |
| Falkirk                      |     |     | 1:0 |     |     | 1:2 | 0:0 | 1:4 |     |     |     | 1:2 |
| Heart of Midlothian          | 1:2 |     |     | 4:0 |     |     | 4:1 |     |     |     | 3:0 | 1:1 |
| Hibernian                    |     | 1:2 | 3:1 | 3:1 |     |     |     | 0:2 | 2:1 | 7:0 |     |     |
| Inverness Caledonian Thistle | 0:1 |     |     |     |     | 0:0 |     |     | 3:3 |     | 0:1 | 2:3 |
| Kilmarnock                   |     | 1:4 |     | 1:0 | 2:1 | 1:0 |     |     |     | 3:1 | 2:0 |     |
| Livingston                   |     | 0:2 |     | 0:1 | 0:1 | 2:3 |     | 2:1 |     |     |     |     |
| Motherwell                   |     | 1:3 | 2:0 |     | 3:1 |     | 2:2 |     |     | 2:1 |     |     |
| Rangers                      |     | 0:1 |     | 1:0 |     |     | 2:0 |     | 4:0 | 4:1 | 1:0 |     |

Źródło: SPFL.co.uk
Objaśnienia:
1Drużyna gospodarzy jest wymieniona po lewej stronie tabeli.
Kolory: zielony – zwycięstwo gospodarzy, żółty – remis, różowy – zwycięstwo gości.

### Mecze 34–38
Po 33 meczach nastąpił podział na dwie grupy: mistrzowską i spadkową. W obu grupach każdy z zespołów rozgrywał po 5 spotkań, które zaliczane były do tabeli ligowej sprzed podziału. Zespoły grające w grupie mistrzowskiej były klasyfikowane na koniec sezonu na pozycjach 1-6, a zespoły grupy spadkowej na miejscach 7-12 niezależnie od liczby punktów zdobytych w sezonie.
| Gospodarz \ Gość    | ABR | CEL | HRT | HIB | KIL | RAN |
| Aberdeen            |     | 2:2 |     | 4:0 | 0:0 |     |
| Celtic              |     |     |     | 1:1 | 2:0 | 0:0 |
| Heart of Midlothian | 1:0 | 3:0 |     |     | 2:0 |     |
| Hibernian           |     |     | 2:1 |     |     | 1:2 |
| Kilmarnock          |     |     |     | 3:1 |     | 1:3 |
| Rangers             | 1:1 |     | 2:0 |     |     |     |

| Gospodarz \ Gość             | DNU | DNF | FLK | ICT | LIV | MTH |
| Dundee United                |     | 0:1 | 0:2 |     |     |     |
| Dunfermline Athletic         |     |     |     | 0:1 | 3:2 |     |
| Falkirk                      |     | 0:0 |     |     | 1:0 | 1:1 |
| Inverness Caledonian Thistle | 1:0 |     | 2:0 |     |     |     |
| Livingston                   | 3:1 |     |     | 0:1 |     | 0:1 |
| Motherwell                   | 1:1 | 2:3 |     | 0:1 |     |     |

## Najlepsi strzelcy
| Zawodnik          | Klub                 | Bramki |
| ----------------- | -------------------- | ------ |
| Kris Boyd         | Kilmarnock / Rangers | 32     |
| John Hartson      | Celtic F.C.          | 18     |
| Craig Dargo       | Inverness CT         | 16     |
| Derek Riordan     | Hibernian            | 16     |
| Rudi Skácel       | Hearts               | 16     |
| Maciej Żurawski   | Celtic F.C.          | 16     |
| Paul Hartley      | Hearts               | 14     |
| Peter Løvenkrands | Rangers              | 14     |
| Shaun Maloney     | Celtic F.C.          | 13     |
| Steven Naismith   | Kilmarnock           | 13     |
| Mark Burchill     | Dunfermline Athletic | 12     |
| Richie Foran      | Motherwell           | 11     |

## Widzowie na trybunach
Średnia liczba widzów na meczach SPL w sezonie 2005/06 jest przedstawiona poniżej:
| Drużyna              | Średnia |
| -------------------- | ------- |
| Celtic F.C.          | 58,149  |
| Rangers              | 49,245  |
| Hearts               | 16,767  |
| Hibernian            | 13,816  |
| Aberdeen             | 12,727  |
| Dundee United        | 8,197   |
| Kilmarnock           | 7,070   |
| Dunfermline Athletic | 6,260   |
| Motherwell           | 6,250   |
| Falkirk              | 5,515   |
| Inverness CT         | 5,061   |
| Livingston           | 4,938   |

## Nagrody
| Miesiąc     | Trener                        | Piłkarz                       | Młody zawodnik                  |
| ----------- | ----------------------------- | ----------------------------- | ------------------------------- |
| sierpień    | George Burley (Hearts)        | Rudolf Skácel (Hearts)        | Steven Naismith (Kilmarnock)    |
| wrzesień    | George Burley (Hearts)        | Andy Webster (Hearts)         | Kevin Thomson (Hibernian)       |
| październik | Gordon Strachan (Celtic F.C.) | Stilijan Petrow (Celtic F.C.) | Darryl Duffy (Falkirk)          |
| listopad    | Tony Mowbray (Hibernian)      | Kris Boyd (Kilmarnock)        | Aiden McGeady (Celtic F.C.)     |
| grudzień    | Craig Brewster (Inverness CT) | Peter Løvenkrands (Rangers)   | Calum Elliot (Hearts)           |
| styczeń     | Alex McLeish (Rangers)        | Kris Boyd (Rangers)           | Steven Naismith (Kilmarnock)    |
| luty        | Jimmy Calderwood (Aberdeen)   | Maciej Żurawski (Celtic F.C.) | Charlie Mulgrew (Dundee United) |
| marzec      | Terry Butcher (Motherwell)    | Steven Naismith (Kilmarnock)  | Brian McLean (Motherwell)       |
| kwiecień    | Jimmy Calderwood (Aberdeen)   | Paul Hartley (Hearts)         | Steven Smith (Rangers)          |